# Kritik av marxism

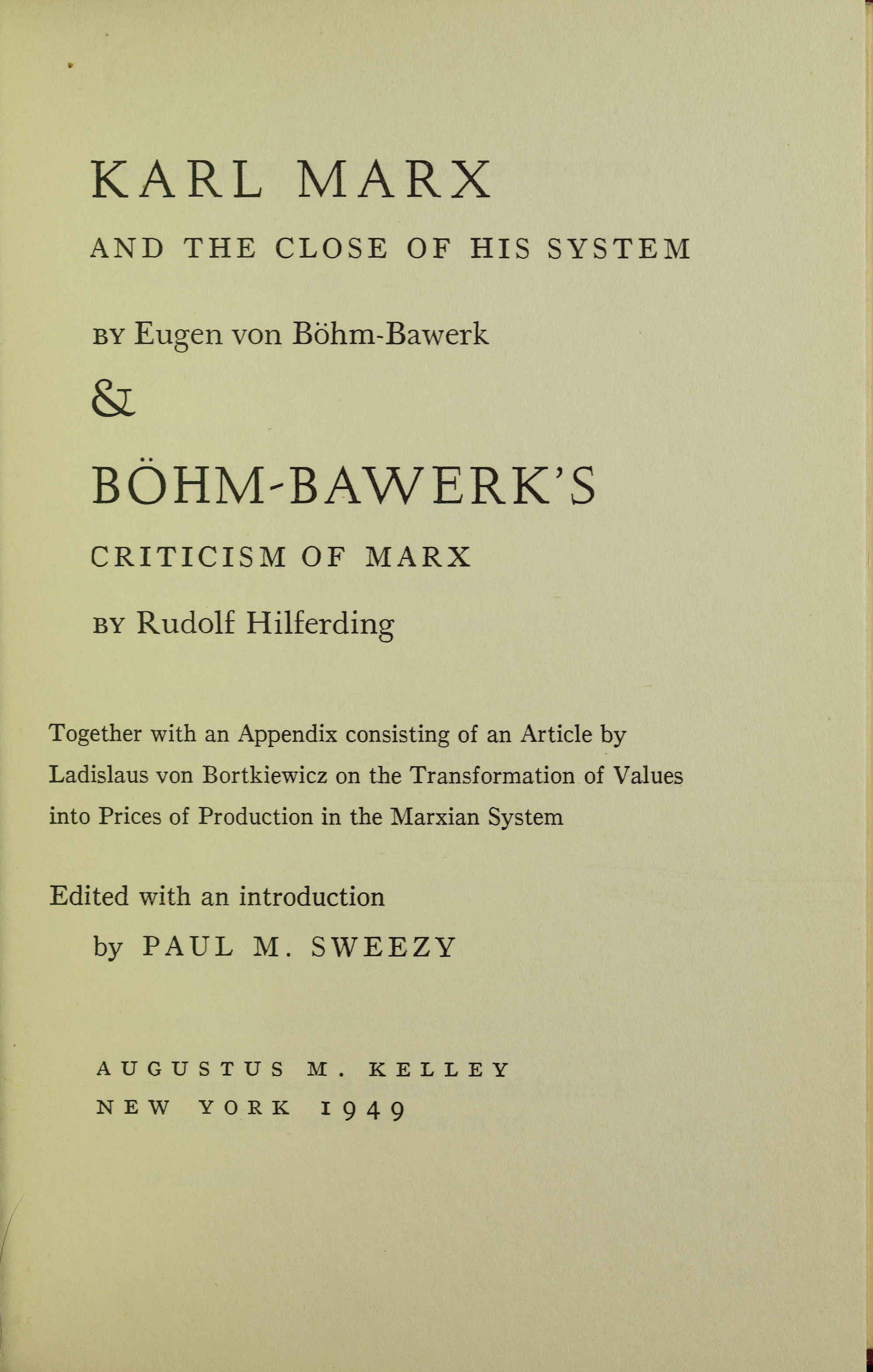
Karl Marx and the Close of His System är en bok som publicerades 1896 av den österrikiske ekonomen Eugen von Böhm-Bawerk, och som representerade en av de tidigaste detaljerade kritikerna av marxismen.

Kritik mot marxismen har kommit från olika politiska ideologier, kampanjer och akademiska discipliner. Detta inkluderar allmän intellektuell kritik av dogmatism, brist på intern konsekvens, kritik relaterad till materialism (både filosofisk och historisk), argument för att marxismen är en typ av historisk determinism eller att den kräver ett undertryckande av individuella rättigheter, problem med implementeringen av kommunismen och ekonomiska frågor såsom snedvridning eller frånvaro av prissignaler och minskade incitament. Dessutom identifieras ofta empiriska och epistemologiska problem.

## Allmän kritik
Vissa demokratiska socialister och socialdemokrater förkastar idén att samhällen endast kan uppnå socialism genom klasskonflikt och en proletär revolution. Många anarkister avvisar behovet av en övergångsstatsfas. Vissa tänkare har förkastat grunderna i marxistisk teori, såsom historisk materialism och arbetsvärdeteori, och har fortsatt att kritisera kapitalismen och förespråka socialism med andra argument.
Vissa samtida anhängare av marxismen ser många aspekter av marxistiskt tänkande som livskraftiga, men hävdar att samlingen är ofullständig eller föråldrad när det gäller vissa aspekter av ekonomisk, politisk eller social teori. De kan därför kombinera marxistiska begrepp med idéer från andra teoretiker, såsom Max Weber – Frankfurtskolan är ett exempel på detta tillvägagångssätt.
Den konservative historikern Paul Johnson skrev i sin bok Intellectuals från 1988 att Marx "utvecklade drag som är karakteristiska för en viss typ av forskare, särskilt talmudiska : en tendens att samla enorma massor av halvt assimilerat material och att planera encyklopediska verk som aldrig färdigställdes; ett förtvinande förakt för alla icke-forskare; och extrem självsäkerhet och irritabilitet i kontakten med andra forskare. Praktiskt taget allt hans arbete har faktiskt kännetecknet för talmudisk studie: det är i huvudsak en kommentar till, en kritik av andras arbete inom hans område."
Han fortsätter: "Sanningen är den att även den mest ytliga undersökningen av Marx användning av bevis tvingar en att behandla allt han skrev som bygger på faktiska data med skepsis". Till exempel konstaterade Johnson: "Hela det åtta nyckelkapitlet i Kapitalet är en avsiktlig och systematisk falsifiering för att bevisa en tes som en objektiv granskning av fakta visade var ohållbar".
Paul Johnsons kritik av Marx har i sig kritiserats av den marxistiska ekonomen Richard D. Wolff. I sin akademiska artikel från 1991 kommenterar Wolff boken Intellectuals och Johnsons avsnitt där han beskriver Marx som en typ av forskare som i verkligheten inte är produktiv, och drar likheter med talmudstudier (judiska studier av Talmud). Förmodligen ett rasistiskt uttalande. Här beskriver Wolff Johnsons bok: "Kritik som illvilligt skvaller [...] en högerorienterad tirad av raseri utlopps mot vänsterorienterade samhällskritikare, intellektuella i allmänhet, judar, kvinnor och de flesta andra som utgör de vanliga målen för sådana mentaliteter."

## Historisk materialism
Historisk materialism är fortfarande en av marxismens grundpelare. Den menar att tekniska framsteg inom produktionsmetoder oundvikligen leder till förändringar i produktionens sociala relationer. Denna ekonomiska "bas" för samhället stöder, återspeglas av och påverkar den ideologiska "överbyggnaden" som omfattar kultur, religion, politik och alla andra aspekter av mänsklighetens sociala medvetande. Den letar således efter orsakerna till utvecklingar och förändringar i mänsklighetens historia i ekonomiska, teknologiska och, mer allmänt, materiella faktorer såväl som i motsättningar av materiella intressen mellan stammar, sociala klasser och nationer. Marx förstår lag, politik, konst, litteratur, moral och religion som överbyggnaden som återspeglingar av samhällets ekonomiska bas. Många kritiker har hävdat att detta är en förenkling av samhällets natur och hävdar att inflytandet från idéer, kultur och andra aspekter av vad Marx kallade överbyggnaden är lika viktigt som den ekonomiska basen för samhällets gång, om inte mer. Marxismen hävdar dock inte att samhällets ekonomiska bas är det enda avgörande elementet i samhället, vilket framgår av följande brev skrivet av Friedrich Engels, Marx mångårige medarbetare:

Enligt den materialistiska historieuppfattningen är det ytterst avgörande elementet i historien produktionen och reproduktionen av det verkliga livet. Mer än detta påstod varken Marx eller jag någonsin. Om någon därför förvränger detta till att säga att den ekonomiska faktorn är den enda avgörande, förvandlar han det påståendet till en meningslös, abstrakt och meningslös fras.

Enligt kritiker skapar detta också ytterligare ett problem för marxismen. Om överbyggnaden också påverkar basen, så finns det inget behov av Marx ständiga påståenden om att samhällets historia är en historia av ekonomisk klasskonflikt. Detta blir då ett klassiskt argument om hönan eller ägget, om huruvida basen eller överbyggnaden kommer först. Peter Singer menar att sättet att lösa detta problem är att förstå att Marx såg den ekonomiska basen som ytterst verklig. Marx trodde att mänsklighetens definierande kännetecken var dess produktionsmedel och att det enda sättet för människan att befria sig från förtryck var att ta kontroll över produktionsmedlen. Enligt Marx är detta historiens mål och överbyggnadens element fungerar som historiens verktyg.
Marx menade att förhållandet mellan materiell bas och ideologisk överbyggnad var en bestämningsrelation och inte en kausal relation. Vissa kritiker av Marx har dock insisterat på att Marx hävdade att överbyggnaden var en effekt orsakad av basen. Till exempel kritiserade anarkokapitalisten Murray Rothbard historisk materialism genom att argumentera för att Marx hävdade att samhällets "bas" (dess teknologi och sociala relationer) bestämde dess "medvetande" i överbyggnaden.

## Historisk determinism
Marx historieteori har ansetts vara en variant av historisk determinism kopplad till hans beroende av dialektisk materialism som en endogen mekanism för social förändring. Marx skrev:

På ett visst utvecklingsstadium kommer samhällets materiella produktivkrafter i konflikt med de existerande produktionsförhållandena eller – detta uttrycker bara samma sak i juridiska termer – med de egendomsförhållanden inom vilkas ram de hittills har verkat. Från att vara former av produktivkrafternas utveckling förvandlas dessa förhållanden till deras bojor. Sedan börjar en era av social revolution. Förändringarna i den ekonomiska grunden leder förr eller senare till en omvandling av hela den enorma överbyggnaden.

Begreppet dialektik uppstod först ur de antika grekiska filosofernas dialoger, men det återupplivades av Georg Wilhelm Friedrich Hegel i början av 1800-talet som ett konceptuellt ramverk för att beskriva de ofta motsatta krafterna i den historiska evolutionen. Historisk determinism har också förknippats med forskare som Arnold Toynbee och Oswald Spengler, men på senare tid har detta konceptuella tillvägagångssätt fallit i glömska.
Terry Eagleton skriver att Marx skrifter "inte bör tolkas som att allt som någonsin har hänt är en fråga om klasskamp. Det betyder snarare att klasskamp är den mest grundläggande delen av mänsklighetens historia".
Akademikern Peter Stillman anser att Marx status som determinist är en "myt". Friedrich Engels varnade själv för att uppfatta Marx idéer som deterministiska och sade: "Enligt den materialistiska historieuppfattningen är det ytterst avgörande elementet i historien produktionen och reproduktionen av det verkliga livet. Utöver detta har varken Marx eller jag någonsin påstått det. Om någon därför förvränger detta till att säga att det ekonomiska elementet är det enda avgörande, förvandlar han den påståendet till en meningslös, abstrakt och meningslös fras." Vid ett annat tillfälle anmärkte Engels att "yngre människor ibland lägger mer vikt vid den ekonomiska sidan än vad den förtjänar".
I ett försök att återupprätta detta synsätt på förståelsen av historiens krafter kritiserade Prabhat Ranjan Sarkar vad han ansåg vara den snäva konceptuella grunden för Marx idéer om historisk evolution. I boken The Downfall oc Capitalism and Communism från 1978 påpekade Ravi Batra avgörande skillnader i Sarkars och Marx historiskt deterministiska tillvägagångssätt:

Sarkars huvudsakliga intresse för den mänskliga faktorn är vad som ger hans tes universalitet. Således, medan den sociala utvecklingen enligt Marx huvudsakligen styrs av ekonomiska förhållanden, drivs denna dynamik för Sarkar av krafter som varierar med tid och rum: ibland fysisk skicklighet och entusiasm, ibland intellekt tillämpat på dogmer och ibland intellekt tillämpat på kapitalackumulering (s. 38). [...] Det huvudsakliga försvaret för den sarkarianska hypotesen är att den, till skillnad från de dogmer som nu är i vanrykte, inte betonar en viss punkt och utesluter alla andra: den är baserad på summan av mänsklig erfarenhet – helheten av den mänskliga naturen. Närhelst en enskild faktor, hur viktig och grundläggande den än är, används för att belysa hela det förflutna och därmed framtiden, inbjuder den helt enkelt till misstro, och vid närmare granskning, till avvisande. Marx begick den dårskapen, och i viss mån gjorde även Toynbee. Båda erbjöd kritikerna ett lätt byte, och resultatet är att historisk determinism idag av de flesta forskare betraktas som en idé så bankrutt att den aldrig kan bli solvent igen.

## Undertryckande av individuella rättigheter
Olika tänkare har hävdat att en kommunistisk stat till sin natur skulle urholka sina medborgares rättigheter på grund av proletariatets postulerade våldsamma revolution och diktatur, dess kollektivistiska natur, beroende av "massorna" snarare än individer, historisk materialism och centralt planerad ekonomi. Dessa punkter har också debatterats av olika tänkare, som menar att vi för närvarande existerar i en borgarklassens diktatur och att marxismen inte är deterministisk.
Den amerikanske neoklassiska ekonomen Milton Friedman hävdade att avsaknaden av en fri marknadsekonomi under socialismen oundvikligen skulle leda till en auktoritär politisk regim. Friedmans åsikt delades av Friedrich Hayek, som också trodde att kapitalism är en förutsättning för att frihet ska kunna blomstra i en nationalstat. David Harvey har svarat på sådana påståenden genom att föreslå att socialism möjliggör individuell frihet och sagt att "uppnåendet av individuella friheter och friheter är, menade jag, ett centralt mål för sådana emancipatoriska projekt. Men den uppnåelsen kräver att vi kollektivt bygger ett samhälle där var och en av oss har tillräckliga livschanser och livsmöjligheter för att förverkliga var och en av våra egna potentialer." Däremot skriver Jonathan Chait att "marxistiska regeringar trampar på individuella rättigheter eftersom marxistisk teori inte bryr sig om individuella rättigheter. Marxism är en teori om klassrättvisa... Till skillnad från liberalismen, som ser rättigheter som en positiv summavara som kan expandera eller krympa för samhället som helhet, tänker marxister (och andra vänsterkritiker av liberalismen) på politiska rättigheter som en nollsummekonflikt. Antingen utövas de för förtryckets skull eller emot det."
Anarkister har också hävdat att centraliserad kommunism oundvikligen skulle skapa tvång och statlig dominans. Michail Bakunin trodde att marxistiska regimer skulle leda till "despotisk kontroll över befolkningen av en ny och inte alls talrik aristokrati". Även om denna nya aristokrati skulle ha sitt ursprung bland proletariatets led, hävdade Bakunin att deras nyfunna makt i grunden skulle förändra deras syn på samhället och därmed leda till att de "se ner på de enkla arbetande massorna".

## Ekonomisk
Marxistisk ekonomi har kritiserats av flera skäl. Vissa kritiker pekar på den marxistiska analysen av kapitalismen medan andra menar att det ekonomiska system som marxismen föreslagit är ogenomförbart.
Det finns också tvivel om att profitkvoten under kapitalismen skulle tendera att falla som Marx förutspådde. År 1961 utarbetade den marxistiske ekonomen Nobuo Okishio en sats (Okishios sats) som visade att om kapitalister använder kostnadsbesparande metoder och om reallönen inte stiger, måste profitkvoten stiga.

### Arbetsvärdeteori
Arbetsvärdeteorin är en av de mest kritiserade kärnprinciperna inom marxismen.
Den österrikiska skolan menar att denna grundläggande teori inom klassisk ekonomi är falsk och föredrar den efterföljande och moderna subjektiva värdeteorin som Carl Menger lade fram i sin bok Principles of Economics. Den österrikiska skolan var inte ensam om att kritisera den marxistiska och klassiska tron på arbetsvärdeläran. Den brittiske ekonomen Alfred Marshall attackerade Marx och sade: "Det är inte sant att spinningen av garn i en fabrik [...] är produkten av arbetarnas arbete. Det är produkten av deras arbete, tillsammans med arbetsgivarens och underordnade chefers, och av det sysselsatta kapitalet". Marshall pekar på kapitalisten som en som offrar de pengar han nu skulle kunna använda för investeringar i företag, vilket i slutändan producerar arbete. Enligt denna logik bidrar kapitalisten till fabrikens arbete och produktivitet eftersom han skjuter upp sin tillfredsställelse genom investeringar. Genom lagen om utbud och efterfrågan angrep Marshall den marxistiska värdeteorin. Enligt Marshall bestäms pris eller värde inte bara av utbudet, utan också av konsumentens efterfrågan. Arbetskraft bidrar visserligen till kostnaden, men det gör även konsumenternas önskemål och behov. Förskjutningen från arbete som källa till allt värde till subjektiva individuella värderingar som skapar allt värde undergräver Marx ekonomiska slutsatser och några av hans sociala teorier.
Shimshon Bichler och Jonathan Nitzan menar att de flesta studier som påstår sig visa empiriska bevis för arbetsvärdeteorin ofta gör metodologiska fel genom att jämföra det totala arbetsvärdet med det totala priset för flera ekonomiska sektorer, vilket resulterar i en stark övergripande korrelation, men detta är en statistisk överdrift. Författarna menar att korrelationerna mellan arbetsvärde och pris i varje sektor ofta är mycket små, om inte obetydliga. Bichler och Nitzan menar också att eftersom det är svårt att kvantifiera ett sätt att mäta abstrakt arbete, tvingas forskare att göra antaganden. Bichler och Nitzan menar dock att dessa antaganden involverar cirkulärt resonemang:
| De viktigaste av dessa antaganden är att arbetskraftens värde är proportionellt mot den faktiska lönenivån, att förhållandet mellan variabelt kapital och mervärde ges av prisförhållandet mellan löner och vinst, och ibland också att värdet av det avskrivna konstanta kapitalet är lika med en bråkdel av kapitalets penningpris. Med andra ord antar forskaren exakt vad arbetsvärdeteorin ska "visa". |

### Förvrängda eller frånvarande prissignaler
Det ekonomiska beräkningsproblemet är en kritik av socialistisk ekonomi eller, mer exakt, av centraliserade socialistiska planekonomier. Det föreslogs först av den österrikiske skolekonomen Ludwig von Mises år 1920 och utvecklades senare av Friedrich Hayek. Problemet som avses är hur man ska fördela resurser rationellt i en ekonomi. Den fria marknadslösningen är prismekanismen, där människor individuellt har möjlighet att bestämma hur en vara ska distribueras baserat på deras villighet att ge pengar för den. Priset förmedlar inbäddad information om överflödet av resurser såväl som deras önskvärdhet, vilket i sin tur möjliggör korrigeringar som förhindrar brist och överskott, baserat på individuella samförståndsbeslut. Mises och Hayek hävdade att detta är den enda möjliga lösningen och att utan den information som marknadspriserna ger saknar socialismen en metod för att rationellt fördela resurser. Debatten rasade under 1920- och 1930-talen och just den perioden av debatten har kommit att bli känd av ekonomiska historiker som den socialistiska kalkyldebatten. I praktiken använde socialistiska stater som Sovjetunionen matematiska tekniker för att bestämma och sätta priser med blandade resultat.

### Minskade incitament
Vissa kritiker av socialismen menar att inkomstdelning minskar individuella incitament att arbeta och att inkomsterna därför bör individualiseras så mycket som möjligt. Kritiker av socialismen har hävdat att i ett samhälle där alla har lika mycket förmögenhet kan det inte finnas något materiellt incitament att arbeta eftersom man inte får belöningar för väl utfört arbete. De menar vidare att incitament ökar produktiviteten för alla människor och att förlusten av dessa effekter skulle leda till stagnation. I Principerna för politisk ekonomi (1848) skrev John Stuart Mill:

Det är socialisternas vanliga misstag att förbise mänsklighetens naturliga lättja; deras tendens att vara passiva, att vara vanans slavar, att i all oändlighet fortsätta på en väl vald kurs. Låt dem en gång uppnå ett tillstånd som de anser tolererbart, och faran att inse är att de från och med då stagnerar; inte anstränger sig för att förbättras, och genom att låta sina förmågor rosta, förlorar de även den energi som krävs för att bevara dem från förfall. Konkurrens är kanske inte den bästa tänkbara stimulansen, men den är för närvarande nödvändig, och ingen kan förutse den tidpunkt då den inte kommer att vara oundgänglig för framsteg.

Han ändrade dock senare sina åsikter och blev mer sympatisk inställd till socialismen, särskilt Fourierismen, och lade till kapitel i sin verk Principles of Political Economy för att försvara en socialistisk syn och vissa socialistiska frågor. Inom detta reviderade arbete lade han också fram det radikala förslaget att hela lönesystemet skulle avskaffas till förmån för ett kooperativt lönesystem. Trots detta kvarstod några av hans åsikter om idén om platt beskattning, om än i en något nedtonad form.
Ekonomen John Kenneth Galbraith har kritiserat kommunala former av socialism som främjar jämlikhet i termer av löner eller ersättning som orealistiska i sina antaganden om mänsklig motivation:

Detta hopp [att jämlik belöning skulle leda till en högre motivationsnivå], ett hopp som spred sig långt bortom Marx, har både historia och mänsklig erfarenhet visat sig vara irrelevant. På gott och ont når människor inte sådana höjder. Generationer av socialister och socialt inriktade ledare har lärt sig detta till sin besvikelse och oftare till sin sorg. Det grundläggande faktum är tydligt: det goda samhället måste acceptera män och kvinnor som de är.

Edgar Hardcastle svarar på detta genom att säga: "De vill arbeta och behöver inte mer stimulans än vad som ges av vetskapen om att arbete måste utföras för att hålla samhället igång, och att de spelar sin roll i det tillsammans med sina medmänniskor." Han fortsätter med att kritisera vad han ser är antisocialisternas dubbelmoral: "Lägg märke till hur de invänder mot att de arbetslösa får en snål dagpenning utan att behöva arbeta, men aldrig mot att miljonärerna (de flesta av dem i den positionen genom arv) kan leva i lyxig sysslolöshet." Författare som Arnold Petersen menar att argument som dessa är felaktiga eftersom jägare-samlare praktiserade primitiv kommunism utan problem som dessa.

### Inkonsekvens
Vladimir Karpovich Dmitriev som skrev 1898, Ladislaus von Bortkiewicz som skrev 1906–1907 och efterföljande kritiker har hävdat att Karl Marx värdeteori och lagen om profitkvotens tendens att falla är inre motsägelsefulla. Med andra ord hävdar kritikerna att Marx drog slutsatser som faktiskt inte följer av hans teoretiska premisser. När dessa fel har korrigerats gäller inte längre Marx slutsats att aggregerat pris och vinst bestäms av – och är lika med – aggregerat värde och mervärde. Detta resultat ifrågasätter hans teori att utnyttjande av arbetare är den enda källan till vinst.
Anklagelserna om inkonsekvens har varit ett framträdande inslag i marxistisk ekonomi och debatten kring den sedan 1970-talet. Andrew Kliman menar att eftersom internt inkonsekventa teorier omöjligt kan vara korrekta, undergräver detta Marx kritik av den politiska ekonomin och aktuell forskning baserad på den, samt korrigeringen av Marx påstådda inkonsekvenser.
Kritiker som har påstått att Marx har bevisats vara internt inkonsekvent inkluderar tidigare och nuvarande marxistiska och/eller sraffiska ekonomer, såsom Paul Sweezy, Nobuo Okishio, Ian Steedman, John Roemer, Gary Mongiovi och David Laibman, som föreslår att fältet ska grundas i deras korrekta versioner av marxistisk ekonomi istället för i Marx kritik av den politiska ekonomin i den ursprungliga formen i vilken han presenterade och utvecklade den i Kapitalet.
Förespråkare för den temporala ensystemtolkningen (TSSI) av Marx värdeteori, liksom Kliman, hävdar att de förmodade inkonsekvenserna faktiskt är resultatet av feltolkningar och menar att när Marx teori förstås som "temporal" och "ensystemsbaserad", försvinner de påstådda interna inkonsekvenserna. I en nyligen genomförd granskning av debatten drar Kliman slutsatsen att "bevisen för inkonsekvens inte längre försvaras; hela argumentet mot Marx har reducerats till tolkningsfrågan".

### Relevans
Marxismen har kritiserats som irrelevant, och många ekonomer har förkastat dess kärnprinciper och antaganden. John Maynard Keynes hänvisade till Kapitalet som "en föråldrad lärobok som jag vet inte bara är vetenskapligt felaktig utan också utan intresse eller tillämpning för den moderna världen". Keynes skrev också "Jag tror att framtiden kommer att lära sig mer av Gesells anda än av Marx". Enligt George Stigler "representerar ekonomer som arbetar i den marxistisk-sraffiska traditionen en liten minoritet av moderna ekonomer, och deras skrifter har praktiskt taget ingen inverkan på det professionella arbetet för de flesta ekonomer vid större engelskspråkiga universitet". I en recension av den första upplagan av The New Palgrave Dictionary of Economics kritiserade Robert Solow den för att överbetona marxismens betydelse i modern ekonomi:

Marx var en viktig och inflytelserik tänkare, och marxismen har varit en doktrin med intellektuellt och praktiskt inflytande. Faktum är emellertid att de flesta seriösa engelsktalande ekonomer betraktar marxistisk ekonomi som en irrelevant återvändsgränd.

En nationellt representativ undersökning av amerikanska professorer från 2006 fann att 3 % av dem identifierar sig som marxister. Andelen stiger till 5 % inom humaniora och är cirka 18 % bland samhällsvetare.

## Social
Samhällskritik bygger på påståendet att den marxistiska samhällsuppfattningen är fundamentalt bristfällig. De marxistiska historiestadierna, klassanalysen och teorin om social evolution har kritiserats. Jean-Paul Sartre drog slutsatsen att "klass" inte var en homogen enhet och aldrig kunde genomföra en revolution, men fortsatte att förespråka marxistiska övertygelser. Enligt boken Reflections on a Ravaged Century av den brittiske historikern Robert Conquest kunde Marx inte försätta det asiatiska samhället i utvecklingsstadierna av slav, feodal, kapitalistisk, socialistisk, och som ett resultat var det asiatiska samhället, där en stor del av världens befolkning levde i tusentals år, "ur balans".

## Demokrati
Medan Karl Marx förespråkade ökad demokratisk handlingsfrihet för medborgarna, har vissa marxistiska grenar kritiserats för att begränsa demokratin. Demokratisk centralism som intern organisationsstruktur hos vissa marxistiska partier har kritiserats för att prioritera centralisering framför demokrati.

## Epistemologisk
Argument mot marxismen baseras ofta på epistemologiska resonemang. Mer specifikt har olika kritiker hävdat att Marx eller hans anhängare har en bristfällig inställning till epistemologi.
Enligt Leszek Kołakowski är dialektikens lagar, som ligger till grund för marxismen, fundamentalt bristfälliga: vissa är "truismer utan specifikt marxistiskt innehåll", andra "filosofiska dogmer som inte kan bevisas med vetenskapliga medel", medan andra bara är "nonsens". Vissa marxistiska "lagar" är vaga och kan tolkas på olika sätt, men dessa tolkningar faller i allmänhet också inom en av de ovannämnda kategorierna av brister. Ralph Miliband invände dock att Kolakowski hade en bristfällig förståelse av marxismen och dess relation till leninismen och stalinismen.
Ekonomen Thomas Sowell skrev 1985:

Vad Marx åstadkom var att producera en så omfattande, dramatisk och fascinerande vision att den kunde motstå otaliga empiriska motsägelser, logiska vederläggningar och moraliska avskyr vid sina effekter. Den marxistiska visionen tog den överväldigande komplexiteten i den verkliga världen och fick delarna att falla på plats, på ett sätt som var intellektuellt uppfriskande och gav en sådan känsla av moralisk överlägsenhet att motståndare helt enkelt kunde stämplas och avfärdas som moraliska spetälska eller blinda reaktionärer. Marxismen var – och förblir – ett mäktigt instrument för att förvärva och bibehålla politisk makt.

Många framstående akademiker som Karl Popper, David Prychitko, Robert C. Allen och Francis Fukuyama menar att många av Marx förutsägelser har misslyckats. Marx förutspådde att lönerna skulle tendera att minska i värde och att de kapitalistiska ekonomierna skulle drabbas av förvärrade ekonomiska kriser som skulle leda till det kapitalistiska systemets slutgiltiga störtande. Den socialistiska revolutionen skulle först inträffa i de mest avancerade kapitalistiska nationerna och när kollektivt ägande hade etablerats skulle alla källor till klasskonflikter försvinna. Istället för Marx förutsägelser ägde kommunistiska revolutioner rum i outvecklade regioner i Latinamerika och Asien istället för i industrialiserade länder som USA eller Storbritannien.
Popper har hävdat att både konceptet Marx historiska metod och dess tillämpning är ofelsifierbara och att det därför är en pseudovetenskap som inte kan bevisas sann eller falsk:

Den marxistiska historieteorin, trots de seriösa ansträngningarna från några av dess grundare och anhängare, anammade slutligen denna spådomspraxis. I några av dess tidigare formuleringar (till exempel i Marx analys av karaktären av den "kommande sociala revolutionen") var deras förutsägelser testbara, och i själva verket falsifierade. Ändå, istället för att acceptera motbevisen, omtolkade Marx anhängare både teorin och bevisen för att få dem att överensstämma. På detta sätt räddade de teorin från motbevisning; men de gjorde det till priset av att anamma en metod som gjorde den obestridlig. De gav således teorin en "konventionalistisk vändning"; och genom denna strategi krossade de dess ofta annonserade anspråk på vetenskaplig status.

Popper trodde att marxismen ursprungligen hade varit vetenskaplig, i det att Marx hade postulerat en teori som genuint var prediktiv. När Marx förutsägelser faktiskt inte bekräftades, menar Popper att teorin räddades från falsifiering genom att man lade till ad hoc-hypoteser som försökte göra den förenlig med fakta. På så sätt urartade en teori som från början var genuint vetenskaplig till en pseudovetenskaplig dogm. Popper höll med om samhällsvetenskapernas allmänna icke-falsifierbarhet, men använde det istället som ett argument mot central planering och allomfattande historieskrivningsideologier. Popper ägnade mycket uppmärksamhet åt att dissekera praxisen att använda dialektik till försvar för marxistiskt tänkande, vilket var just den strategi som V.A. Lektorsky använde i sitt försvar av marxismen mot Poppers kritik. Bland Poppers slutsatser var att marxister använde dialektik som en metod för att kringgå och undvika kritik, snarare än att faktiskt besvara eller ta itu med den:

Hegel trodde att filosofin utvecklas; ändå skulle hans eget system förbli det sista och högsta stadiet i denna utveckling och kunde inte ersättas. Marxisterna intog samma inställning till det marxistiska systemet. Marx antidogmatiska attityd existerar därför endast i teorin och inte i den ortodoxa marxismens praktik, och dialektik används av marxister, i likhet med Engels anti-Dühring, huvudsakligen i apologetisk syfte – för att försvara det marxistiska systemet mot kritik. Som regel fördöms kritiker för sin oförmåga att förstå dialektiken, eller den proletära vetenskapen, eller för att vara förrädare. Tack vare dialektiken har den antidogmatiska attityden försvunnit, och marxismen har etablerat sig som en dogmatism som är tillräckligt elastisk för att, genom att använda sin dialektiska metod, undvika ytterligare angrepp. Det har således blivit vad jag har kallat förstärkt dogmatism.

Bertrand Russell har kritiserat Marx tro på framsteg som en universell lag som ovetenskaplig. Russell konstaterade: "Marx utropade sig till ateist, men behöll en kosmisk optimism som endast teismen kunde rättfärdiga". Marxister som Thomas Riggins har hävdat att Russell felaktigt framställde Marx idéer.
Murray Rothbard har kritiserat marxismen för att fungera som en religiös epistemologi, särskilt när dess förutsägelser misslyckas.